# Echetlus fulgens
Echetlus fulgens är en insektsart som beskrevs av Oliver Zompro 2004. Echetlus fulgens ingår i släktet Echetlus och familjen Phasmatidae. Inga underarter finns listade i Catalogue of Life.